# Nikorima Te Miha
Nikorima Te Miha (1º gennaio 1980) è un ex calciatore cookese, di ruolo attaccante.

## Carriera

### Club
Ha sempre giocato in patria, in prima divisione.

### Nazionale
Ha partecipato a due edizioni della Coppa d'Oceania, nel 1998 e nel 2000. Nel 1998 ha giocato 2 partite nel torneo, mentre nel 2000 non è mai sceso in campo. Nel 2011 ha inoltre giocato 3 partite nelle qualificazioni ai Mondiali del 2014, per un totale in carriera di 12 presenze e 2 reti in nazionale tra il 1998 ed il 2011.